# Luciano Cámara
Luciano Wilfrido Cámara (Rosario, 7 de enero de 1916 – Buenos Aires, 9 de marzo de 2004) fue un ajedrecista, árbitro de la Federación Internacional de Ajedrez y escritor argentino.

## Biografía[2]
Trabajó como redactor en el diario La Prensa hasta 1980, cuando fue contratado por La Nación como columnista y periodista experto en ajedrez, se jubiló en 1984.
Como jugador su máximo performance fue empatar ante su compatriota Roberto Grau, el alemán Herman Pilnik y el sueco Gideon Ståhlberg. Además demostró su gran nivel en las derrotas contra Miguel Najdorf y Héctor Rossetto.
Fue titulado árbitro de la FIDE durante la 19.ª Olimpiada de Ajedrez.

## Obras[5]
- El ajedrez como expresión artística, 1954.
- ABC del ajedrez, ?.
- Aprenda ajedrez, Librería Sopena 1974.
- El arte del ajedrez, Fundamentos 1995.